# Margaret Blackwood
Dama Margaret Blackwood DBE (26 de abril de 1909 – 1 de junio de 1986) fue una botánica y genetista australiana. Asistió a la Universidad de Melbourne y Y allí impartió clases durante la mayor parte de su carrera, convirtiéndose en su rectora adjunta después de su retiro académico. Fue nombrada Dama Comandante de la Orden del Imperio británico en 1981 y fue inducida póstumamente en la Lista de Honor Victoriana de Mujeres, en 2001.

## Biografía
Margaret nació en 1909 en South Yarra, un suburbio de Melbourne. Sus padres eran Robert Leslie Blackwood y Muriel Henry, ambos profesores, y su hermano mayor era el ingeniero Robert Blackwood. Asistió a la Melbourne Girls Grammar School y, después de calificar como profesora, enseñó en Lowther Hall Anglican Grammar School y Korowa Anglican Girls' School. En 1934, se matriculó en la Universidad de Melbourne, estudiando a tiempo parcial, y siguió enseñando para mantenerse a sí misma. En 1938, completó un Bachelor de ciencia; y en 1939, la maestría de ciencia en botánica. Su investigación de posgrado, la centró en la extinción paulatina del bosque en la especie de pino Pinus radiata. Desde 1939 hasta 1941, fue investigadora y demostradora de la Universidad, en el campo de la citología y genética vegetal.

## Carrera militar
Durante la Segunda Guerra Mundial, Blackwood se matriculó en la "Fuerza de Aire australiana Auxiliar de Mujeres" (WAAAF) en 1941. Y, primero trabajó como instructora militar; antes de dedicarse en la creación de un cifrador para la Real Fuerza Aérea Australiana. Fue promovida al rango de Oficial de ala en enero de 1945 y fue dada de baja en enero de 1946.

## Carrera académica
Regresó a la Universidad de Melbourne, a su cátedra en el WAAAF en 1946 como profesora de biología y decana de mujeres. Le fue otorgada una beca para estudiar en la Universidad de Cambridge en el Newnham College, de 1948 a 1950. Allí, estudió la genética del maíz con David Catcheside; y, recibió un doctorado en 1954.
En 1951, regresó a la Universidad de Melbourne, como conferencista senior en botánica. En 1958, recibió una beca de visitante para asistir la Universidad de Wisconsin. En 1959, obtuvo una beca de investigación en la Universidad de Birmingham. Después de ser promovida a profesora, Blackwood se retiró de la academia en 1974. Después de su jubilación, fue elegida al Consejo de la Universidad en 1976; y, se convirtió en su primera canciller adjunta femenina en 1980.

## Honores
- 1964: Miembro de la Orden del Imperio británico (MBE),[4]
- 1981: nombrada Dama Comandante del Orden del Imperio británico,[4]
- elegida miembro de la Asociación de Australia y Nueva Zelanda para el Adelanto de la Ciencia,
- 1979: de la Sociedad de Genética australiana.
- miembro de dos de las Facultades de la Universidad de Melbourne: "Janet Clarke Hall" y "Trinity College".[2]
- Le fue otorgado un Legum Doctor (doctorado en ley) honorario, por la Universidad de Melbourne en 1983.[1]

### Eponimia
- 1989: una especie nueva para la ciencia de un género de fungi Phyllosticta, P. blackwoodiae, fue descrito y nombrado con su epónimo.[5]

## Muerte y legado
Falleció en 1986, tres años después de retirarse como rectora adjunta de la Universidad de Melbourne.
En 2001, fue inducida a la Lista de Honor de Mujeres. Su colección de sus papeles se hallan bajo resguardo en la Universidad de Melbourne.